# Ора
 Тази статия е за южноафриканската парична единица.  За италианската община вижте Ора (Италия).  
Ора (или Ora) е местната парична единица на Орания, ЮАР. Въведена е за пръв път през април 2004 г. Тя е фиксирана по номинална стойност с южноафриканския ранд. Името на валутата напомня това на града, където е разпространена, то произлиза от латинското aurum, което означава „злато“. Валутата не е одобрена от Южноафриканската резервна банка.

## История
Идеята за създаването на валутата възниква през 2002 г., когато професор Йохан ван Зил заявява, че за да се гарантира самоопределението на общността, тя трябва да вземе властта в свои ръце, като трябва да има достъп до възможно най-много инструменти, включително собствена валута. Първите банкноти са издадени през април 2004 г. като вътрешна употреба за Орания, като част от целта й е да създаде независима африканска държава на име Фолкщат. Преди пускане на валутата в употреба, Южноафриканската резервна банка предупреждава, че съгласно законодателството в Южна Африка всички създадени банкноти и монети нямат право да приличат с тези на южноафриканския ранд.
Тя е отпечатана в купюри от 10, 20, 50, 100 и 200 ори. Банкнотата от 10 ори е изобразена историята на африканерите, на 20 ори е изобразено изкуството на африканерите, на 50 ори е изобразена културата на африканерите, а на 100 ори е изобразено селището Орания. Всяка банкнота също така рекламира местен бизнес.
За да насърчат използването валутата, някои магазини в Орания предлагат 5% отстъпка за артикули, закупени в ора. Инициативата е на местната банкова институция – Спестовно-кредитна кооперация „Орания“. В тази банка южноафриканския ранд може да бъде обменен по номинал за ора. Банката печели от този обмен поради получаване на лихва върху получения ранд. Инициативата не среща подкрепата на Южноафриканската резервна банка.
Ефектът от използването на ора като метод на плащане са по-малкото извършени на кражби, тъй като може да се използва само в Орания. През 2011 година в обръщение са ори на стойност между 400 000 и 580 000 южноафрикански ранда. Нови банкноти се отпечатват на всеки три години, за да заменят изхабените от употреба.